# El llarg viatge

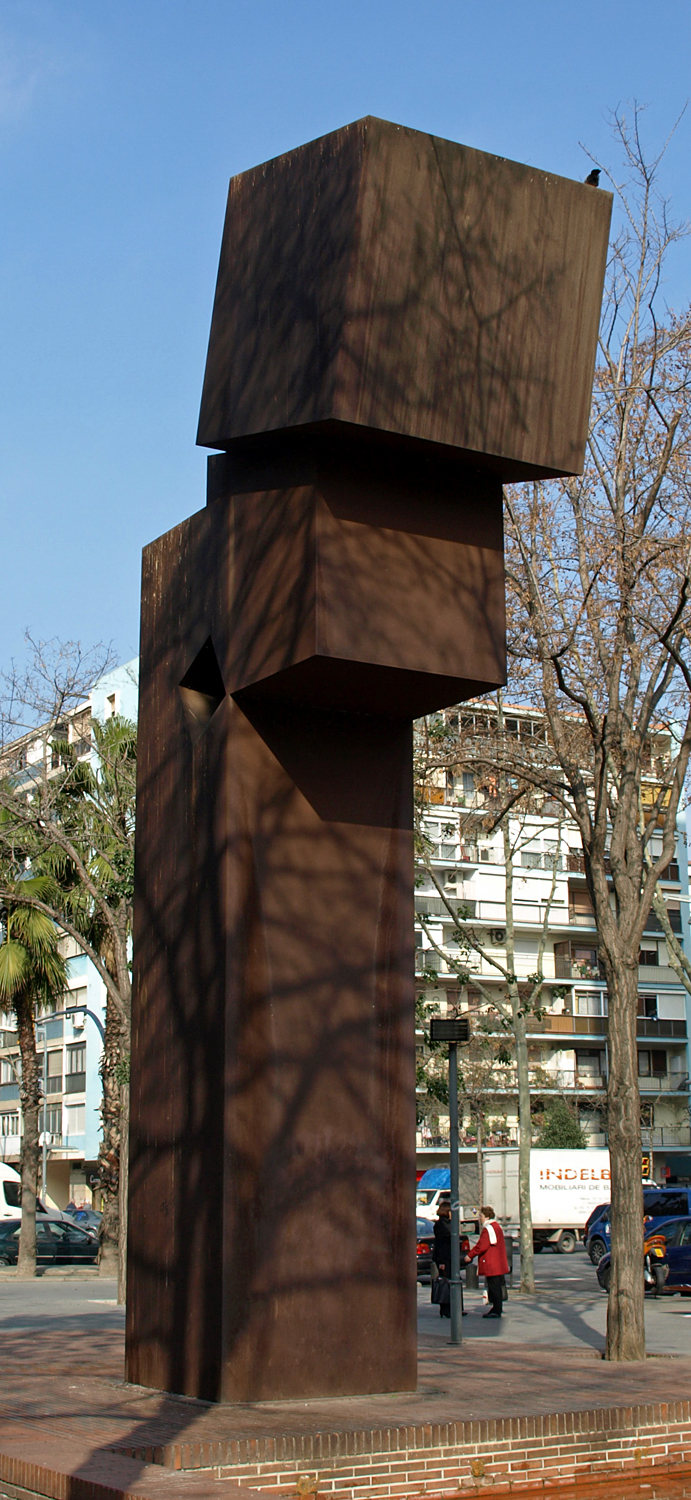
El llarg viatge de Torres Monsó en Barcelona.

El llarg viatge (literalmente, El largo viaje), es una escultura situada en el cruce de la Rambla de Prim y la Rambla de Guipúzcoa en el distrito de San Martín de Barcelona.
Realizada por el artista gerundense Francesc Torres Monsó, por encargo del ayuntamiento de Barcelona y que fue inaugurada tres meses antes del comienzo de los Juegos Olímpicos de Barcelona 1992.
La obra tiene seis metros de altura, es de aspecto constructivista por sus volúmenes geométricos colocados como un monolito fragmentado, ha sido emplazada en el borde de un lago artificial de sesenta metros de largo.